# Три Сестри (вулкан, США)
Три Сестри (англ. Three Sisters) — близько розташовані, три вулканічні вершини в штаті Орегон, США. Вони є частиною Каскадної вулканічної дуги, сегмента Каскадного хребта в західній частині Північної Америки, що простягнувся від південної частини Британської Колумбії (Канада), через штати Вашингтон і Орегон до Північної Каліфорнії (США). Кожна вершина висотою понад 3000 метри є третьою, четвертою та п'ятою за висотою вершинами в Орегоні. Різноманітні види флори та фауни населяють територію, яка схильна до частих снігопадів, час від часу дощів і екстремальних коливань температури між сезонами. Гори, особливо Південна Сестра (англ. South Sister), є популярними місцями для скелелазіння та скремблінгу.
Незважаючи на те, що їх часто об'єднують в одне ціле, три гори мають власну геологію та історію вивержень. Ні Північна Сестра (англ. North Sister) ні Середня англ. Middle Sister не вивергалися протягом останніх 14 000 років, і вважається малоймовірним, що будь-яка з них коли-небудь вивергнеться знову. Південна Сестра востаннє вивергалася близько 2000 років тому і може вибухнути в майбутньому, загрожуючи життю в регіоні. Після того, як у 2000 році на супутникових знімках було виявлено тектонічне підняття поблизу Південної Сестри, Геологічна служба Сполучених Штатів посилила моніторинг у безпосередній близькості навколо вулканів.

## Географія
Три сестри розташовані в пустелі Трьох Сестер на кордоні округів Лейн та Дешутс і національних лісів Вілламетт та Дешутс, приблизно за 16 км на південь від найближчого міста Сістерс. Три піки є третім, четвертим і п'ятим за висотою в Орегоні і містять 16 названих льодовиків. Їхній об'єм льоду становить 160 мільйонів кубометрів. Перші поселенці називали Сестер Вірою, Надією та Милосердям, але зараз вони відомі як Північна Сестра, Середня Сестра та Південна Сестра, відповідно.

### Пустелі
Пустеля трьох сестер займає площу 1137,9 км² (113 790 га), що робить її другою за величиною зоною дикої природи в штаті Орегон. Визначена Конгресом Сполучених Штатів у 1964 році, вона межує з пустелею Маунт-Вашингтон на півночі та ділить свій південний край з пустелею озера Волдо. Територія включає 420 км стежок і багато лісів, озер, водоспадів та струмків, у тому числі джерело витоку річки Вайчус-Крік лівої притоки річки Дешут. Три сестри та сусідній комплексний вулкан Брокен-Топ займають приблизно третину території пустелі трьох сестер, і ця територія відома як регіон Альпійського хребта. У регіоні Альпійського хребта, що піднімається на висоти від 1600 м до 3159 м над рівнем моря, знаходяться найчастіше відвідувані льодовики, озера і луки в дикій природі.

### Фізична географія

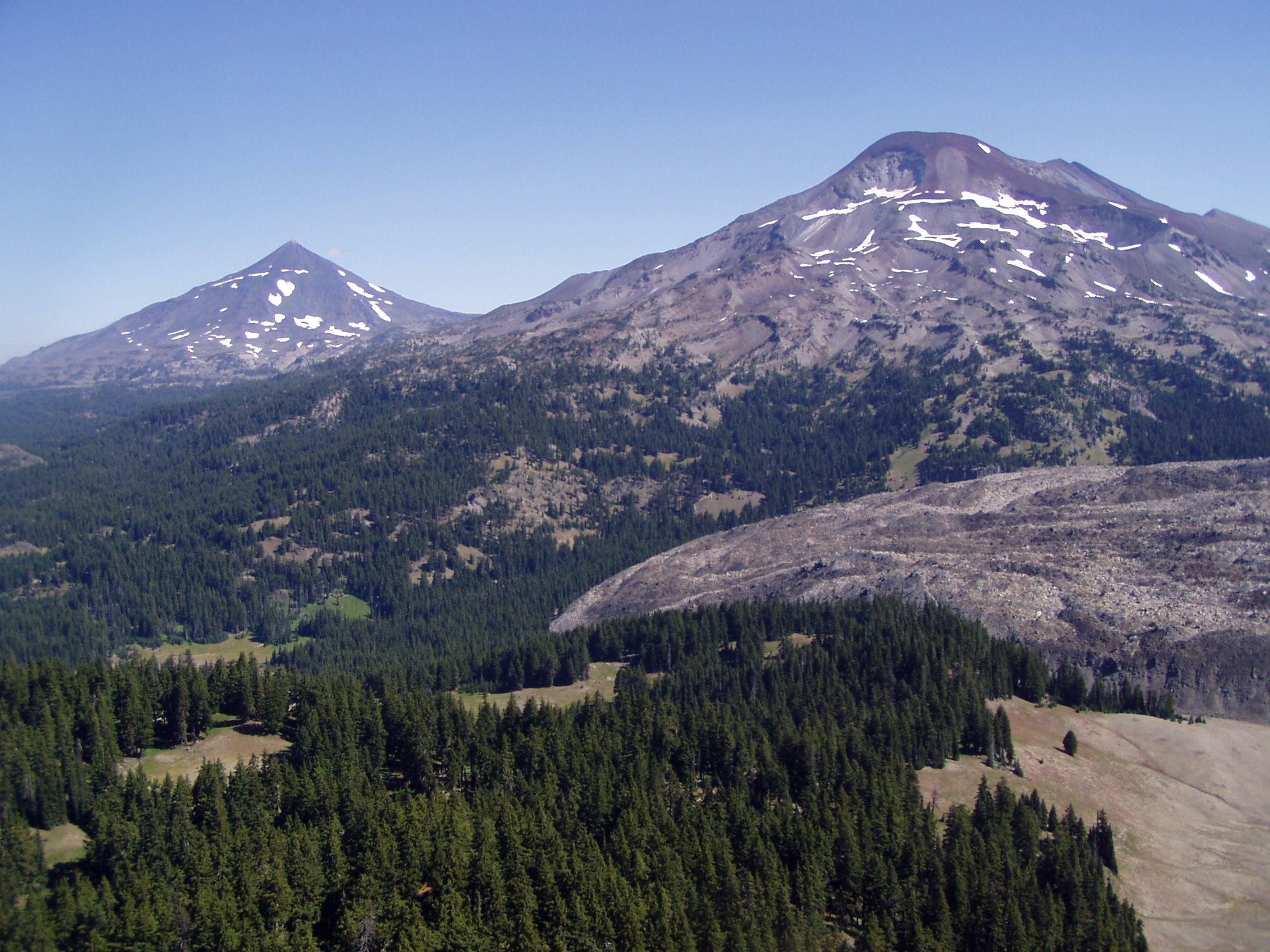
Вид з пташиного польоту Трьох Сестер: Середня Сестра (ліворуч) і Південна (праворуч).

Погода в цьому районі сильно змінюється через дощову тінь, спричинену Каскадним хребтом. Повітря з Тихого океану піднімається над західними схилами, що спричиняє його охолодження та викид вологи у вигляді дощу (або снігу взимку). Кількість опадів збільшується з висотою. Коли волога витягується з повітря, повітря опускається на східну сторону гребеня, що призводить до того, що він стає теплішим і сухішим. На західних схилах кількість опадів коливається від 2000 до 3200 мм на рік, тоді як опади над східними схилами коливаються від 1000 до 2000 мм на рік. Екстремальні температури досягають 27-32 °C влітку та від −29 до −34 °C взимку.
Три сестри мають близько 130 снігових полів і льодовиків на висоті від 2055 до 3142 м із загальною площею близько 10 км². Льодовики Лінн і Віллар знаходяться на північ від вершини Північна Сестра, тоді як льодовик Тайєр знаходиться на її східному схилі. Льодовик Кольєр розташований між Північною Сестрою та Середньою Сестрою та тече на північний захід. Льодовики Ренфрю та Гайден знаходяться на північно-західному та північно-східному схилах Середньої Сістри відповідно, а льодовик Діллер — на її південно-східному схилі. Льодовики Ірвінг, Карвер і Скіннер лежать між Середньою Сестрою та Південною Сестрою. Нарешті, навколо вершини Південної Сестри, за годинниковою стрілкою, знаходяться льодовики Прауті, Льюїс, Кларк, Лост-Крік і Юджин. Льодовик Кольєр, незважаючи на 1500 м відступ і 64 % втрати його площі між 1910 і 1994 роками, зазвичай вважається найбільшим льодовиком Трьох Сестер площею 0,65 км². Льодовик Еліот на стратовулкані Маунт-Гуд тепер у два з половиною рази більший за льодовик Кольєр. Згідно з джерелами, льодовик Прауті також іноді вважають більшим за льодовик Кольєр.

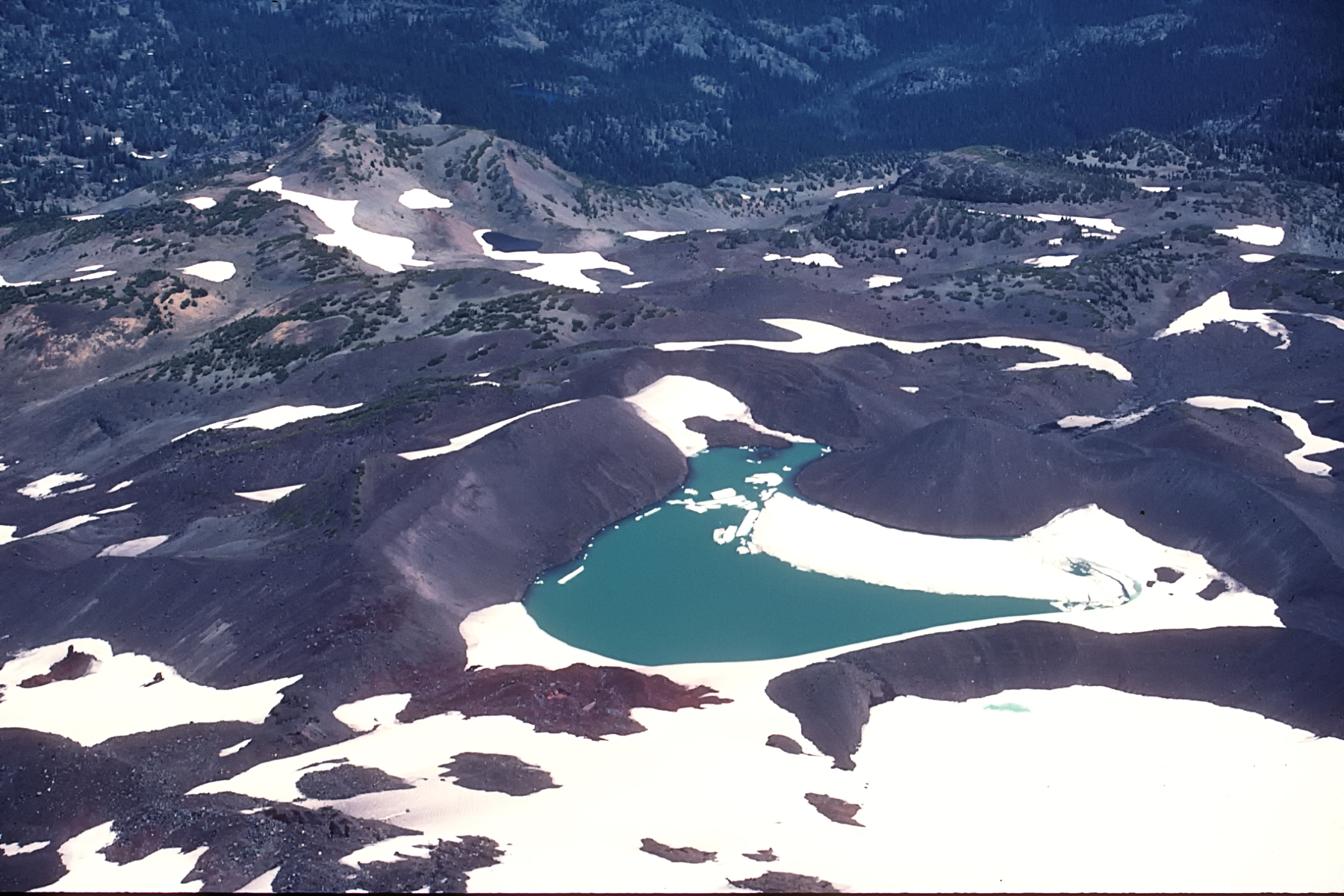
Озеро Карвер перегороджено льодовиковою мореною і може спричинити небезпечний лахар.

Коли льодовики Малого льодовикового періоду відступили в 20-му столітті, вода заповнила простори, що залишилися позаду них, утворивши моренні озера, які частіше зустрічаються в пустелі Трьох Сестер, ніж будь-де в прилеглих Континентальних штатах США. Місцева територія має історію раптових повеней, включаючи подію в 7 жовтня 1966 року, спричинену раптовим сходженням лавини; ця раптова повінь досягла «Мальовничої дороги Каскадних озер». Стурбовані небезпекою подібних повеней, у 1980-х роках вчені з Геологічної служби США (USGS) визначили, що озеро Карвер на Південній Сістрі може переповнитися водою та прорвати свою природну греблю, утворюючи великий селевий потік, який може поставити під загрозу відвідувачів дикої природи та місто Сістерс. Дослідження на озері Кольєр і озері Діллер показали, що обидва вже проривали свої греблі на початку 1940-х і в 1970 році відповідно. Інші перегороджені мореною озера в зоні дикої природи включають озеро Теєр на східному фланзі Північної Сестри та чотири групи озер Чемберс між Середньою та Південною Сестрами.
До заселення цієї території наприкінці 19 століття місцеві ліси, особливо соснові (Pinus ponderosa) на східних схилах, часто знищувалися лісовими пожежами. Через оперативне та ефективне гасіння пожеж протягом останнього століття ліси заросли, але на висотах вони ще доволі вразливі до літніх пожеж, які загрожують життю та майну навколишніх мешканців. У 21-му столітті лісові пожежі були більш масштабними та більш поширеними в національному лісі Дешут. У вересні 2012 року блискавка спричинила пожежу, яка охопила 110 км² у районі Поул-Крік у межах пустелі Трьох Сестер, залишаючи територію закритою до травня 2013 року. У серпні 2017 року чиновники закрили 1080 км² у західній половині пустелі Трьох Сестер, включаючи 39 км траси Тихоокеанського верховинного шляху, для громадськості через 11 пожеж, спричинених блискавкою, у тому числі пожежу Міллі. Через збільшення кількості пожеж державні службовці разом із науковцями врахували роль лісових пожеж у плануванні, включаючи організацію «необхідних» пожеж для захисту середовищ існування які були під потенційною загрозою, мінімізуючи негативний вплив на якість повітря та здоров'я навколишнього середовища.

## Геологія

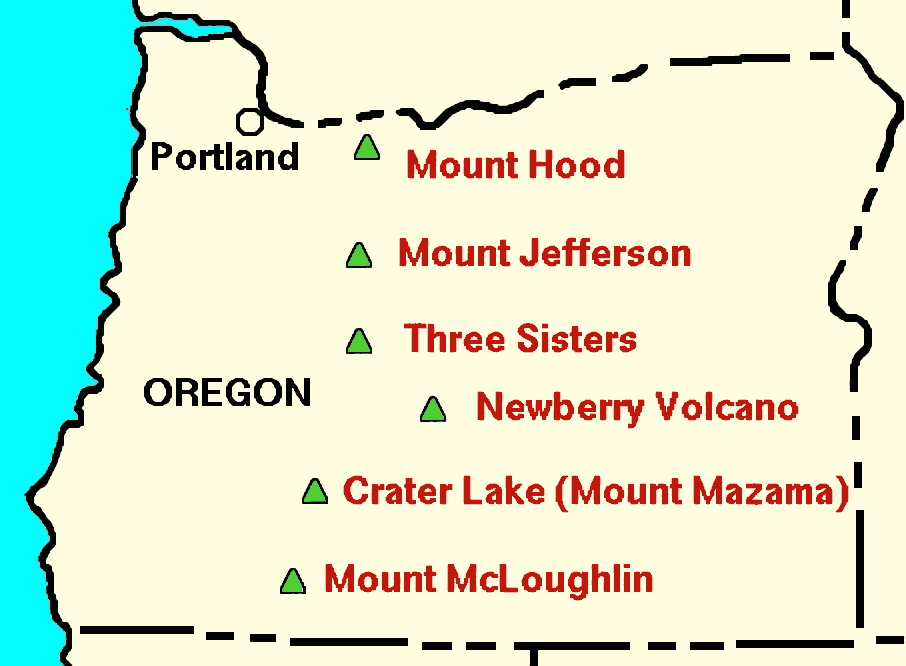
Три Сестри знаходяться в ряду великих вулканів Каскадного хребта Орегону, що йдуть з півночі на південь: вулкани Гуд, Джефферсон, Три Сестри, Ньюберрі (вулкан зміщений на схід), озеро Кратер (вулкан Мазама) і вулкан Маклафлін.

Три Сестри приєднуються до кількох інших вулканів у східному сегменті Каскадного хребта, відомого як Високі Каскади, який тягнеться з півночі на південь. Утворені наприкінці епохи плейстоцену, ці вулкани стоять на фундаменті більш древніх вулканів, які згасли через паралельні розломи з півночі на південь у навколишньому регіоні.
Будучи частиною Каскадної вулканічної дуги та Каскадного хребта, кожен із трьох вулканів утворився в різний час із кількох змінних магматичних джерел. Кількість ріоліту, присутнього в лавах двох молодших гір, незвичайна порівняно з найближчими вершинами. Три Сестри утворюють передній край аномалії плавлення ріолітової кори, що можна пояснити поєднанням процесів мантійного потоку (переміщення твердого силікатного шару мантії Землі, викликаного конвекційними течіями) і декомпресії, яка спричинила подібне плавлення та ріолітовий вулканізм поблизу, протягом останніх 16 мільйонів років. Як і інші каскадні вулкани, Три Сестри живилися магматичними камерами, утвореними субдукцією тектонічної плити Хуан-де-Фука під західний край Північноамериканської тектонічної плити.

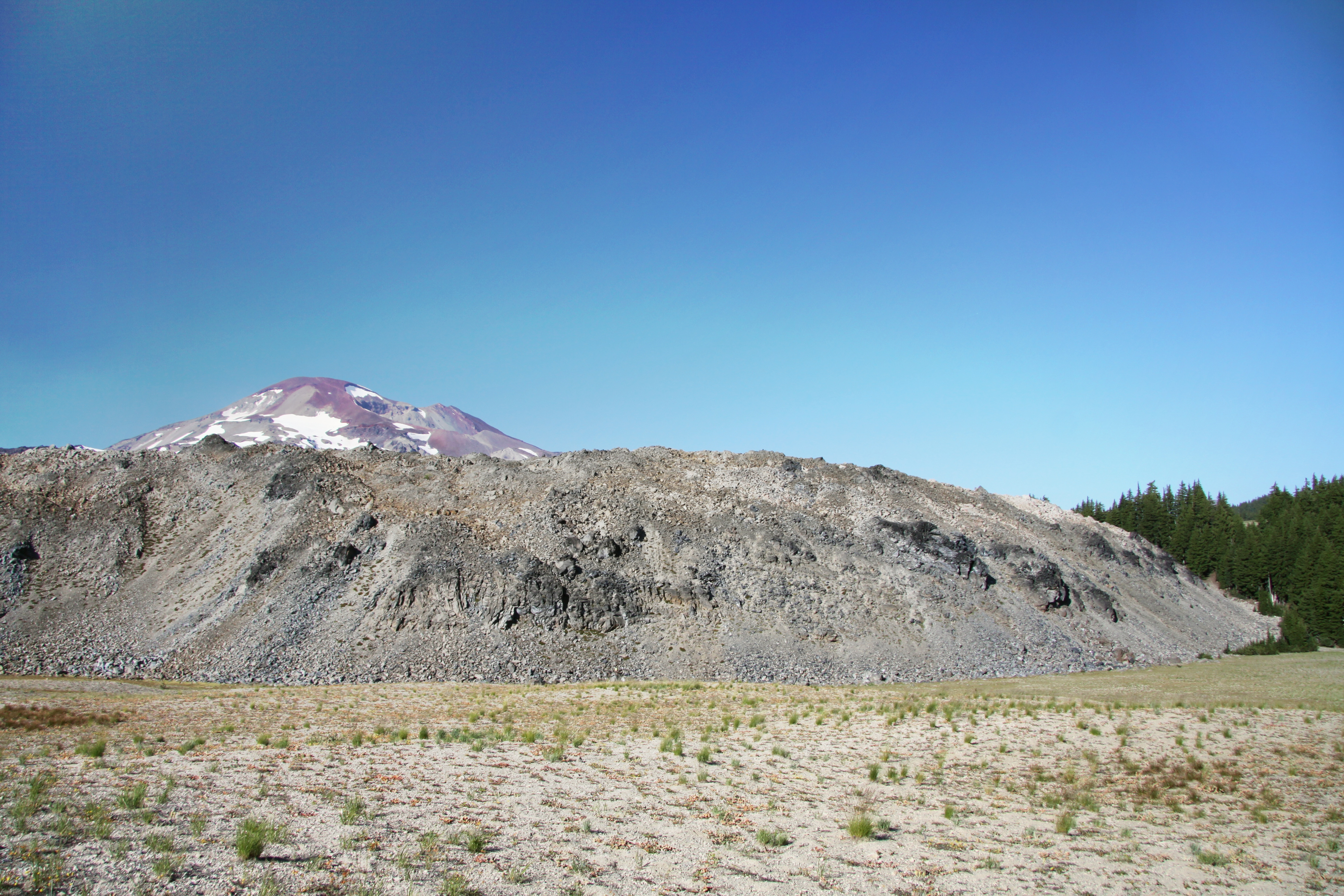
Потік обсидіанової лави виверження «Рок-Меса» з Південною Сестрою на задньому плані, пустеля Трьох Сестер.

Три Сестри також були сформовані мінливим кліматом плейстоценової епохи, під час якої відбувалися численні льодовикові періоди, а льодовикове просування в значній мірі викликало руйнування гір.
Три Сестри утворюють центр регіону тісно згрупованих вулканічних вершин. На відміну від типових відстаней в 64-97 км між вулканами в інших частинах Каскадів. Серед найактивніших вулканічних областей Каскадів і одного з найбільш густонаселених вулканічних центрів у світі, регіон Трьох Сестер включає найближчі вершини, такі як кратер Белнап, вулкан Вашингтон, Блек-Батт і Трипалий Джек на півночі, а також Брокен-Топ і вулкан Бачелор на півдні. Більшість навколишніх вулканів складаються з мафічних (базальтових) лав; лише Південна та Середня Сестра мають велику кількість кремнієвих порід, таких як андезит, дацит та ріодацит. Мафічна магма менш в'язка; вона створює потоки лави і менш схильна до вибухових вивержень, ніж кремнієва магма.
Цей регіон був активним у плейстоцені, з виверженнями приблизно від 650 000 до 250 000 років тому з вибухово активного комплексу, відомого як вулканічний центр Тамело. У цій області є андезитові та мафічні шлакові конуси, такі як Лава Бютт, а також ріолітові куполи. Шлакові конуси накопичуються від падіння багатьох уламків пірокластичних порід різного розміру, тоді як в'язкі куполи ріоліту видавлюються на поверхню, як зубна паста.
Вулкан Тамело поширив ігнімбрити та плінієві відкладення під час наземних вивержень по всій території, подібно до виверження Везувію 79 року, яке знищило Помпеї. Ці відкладення поширилися від Тамело до місця розташування сучасного міста Бенд. Потоки базальтової лави з Північної сестри перекривають наймолодші пірокластичні відкладення Тамело, що вказує на те, що Північна Сестра була активна відносно нещодавно, тобто пізніше ніж 260 000 років тому.

### Північна Сестра

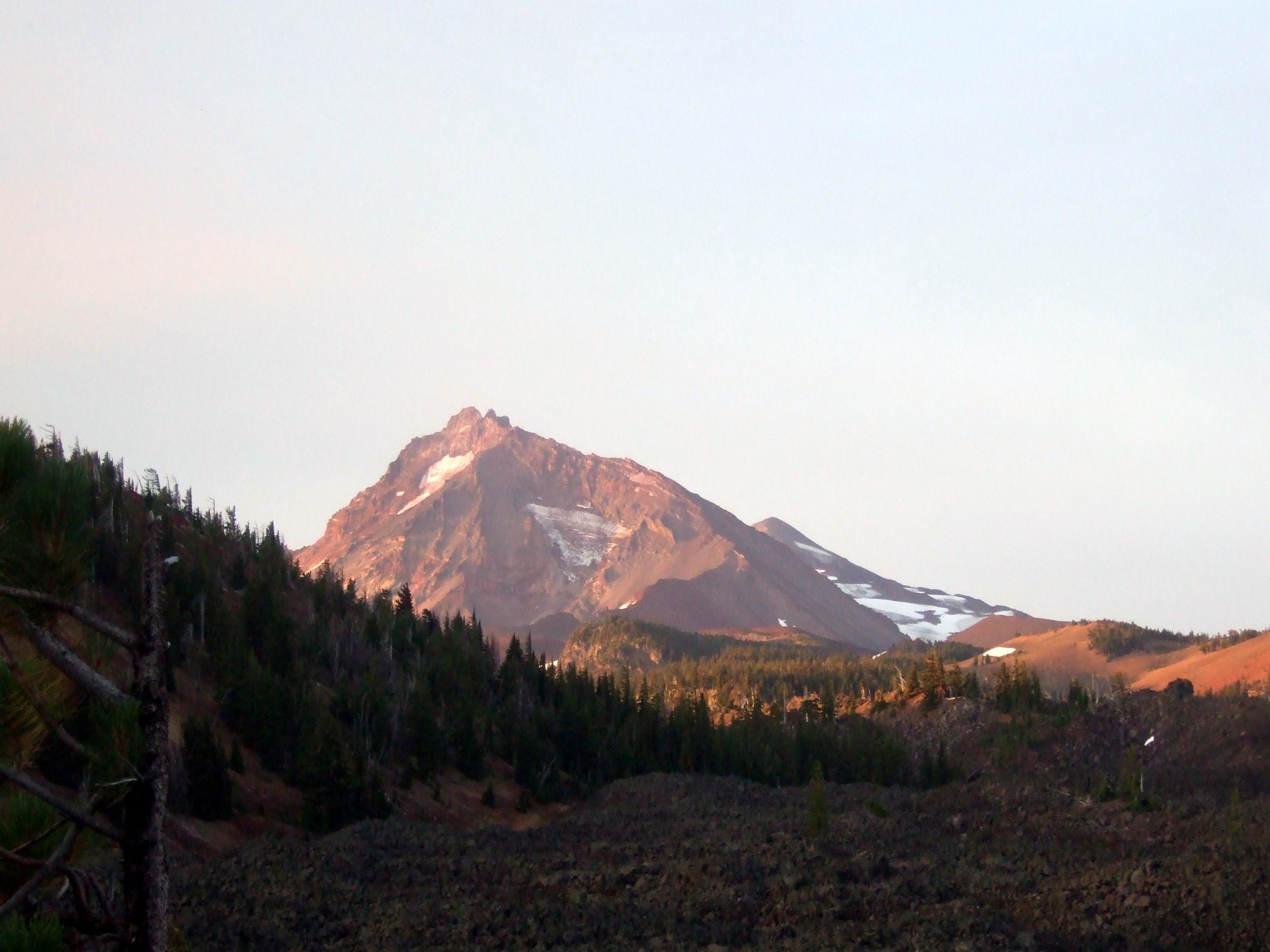
Сильно ерозійний вулкан Північна Сестра

Північна Сестра, також відома як «Віра», є найстарішою та найбільш сильно ерозійною з трьох вулканів, із зигзагоподібними скелястими вершинами між льодовиків. Це щитовий вулкан, який перекриває більш древній щитовий вулкан під назвою Маленький Брат. Північна Сестра 8 км завширшки, а висота її вершини становить 3075 м. Вулкан складається в основному з базальтового андезиту, він має більш мафічний склад, ніж два інших вулкани. Його родовища багаті на палагоніт і червоні та чорні згарники, і чим вони молодші, тим більше вони багаті залізом. Потоки лави Північної Сестри демонструють подібний склад протягом довгої історії виверження вулкана. Найдавніші потоки лави Північної Сестри були датовані приблизно 311 000 років тому, хоча найстарішим надійно датованим відкладенням приблизно 119 000 років. За оцінками, останнє виверження вулкана відбулося 46 000 років тому, у пізньому плейстоцені.
Північна Сестра має більше даєк, ніж будь-яка подібна вершина Каскаду, які утворюються завдяки проникненню лави у вже існуючі скелі. Багато з цих даєк були відсунуті вторгненням вулканічної пробки шириною 300 м . Дайки та пробка були оголені завдяки століттям ерозійних процесів. У якийсь момент висота вулкана перевищувала 3400 метри, але ерозія зменшила цю величину на чверть-третину. Пробка тепер оголена й утворює вершини Північної Сестри на піку Прауті та Південному Рогу.

### Середня Сестра

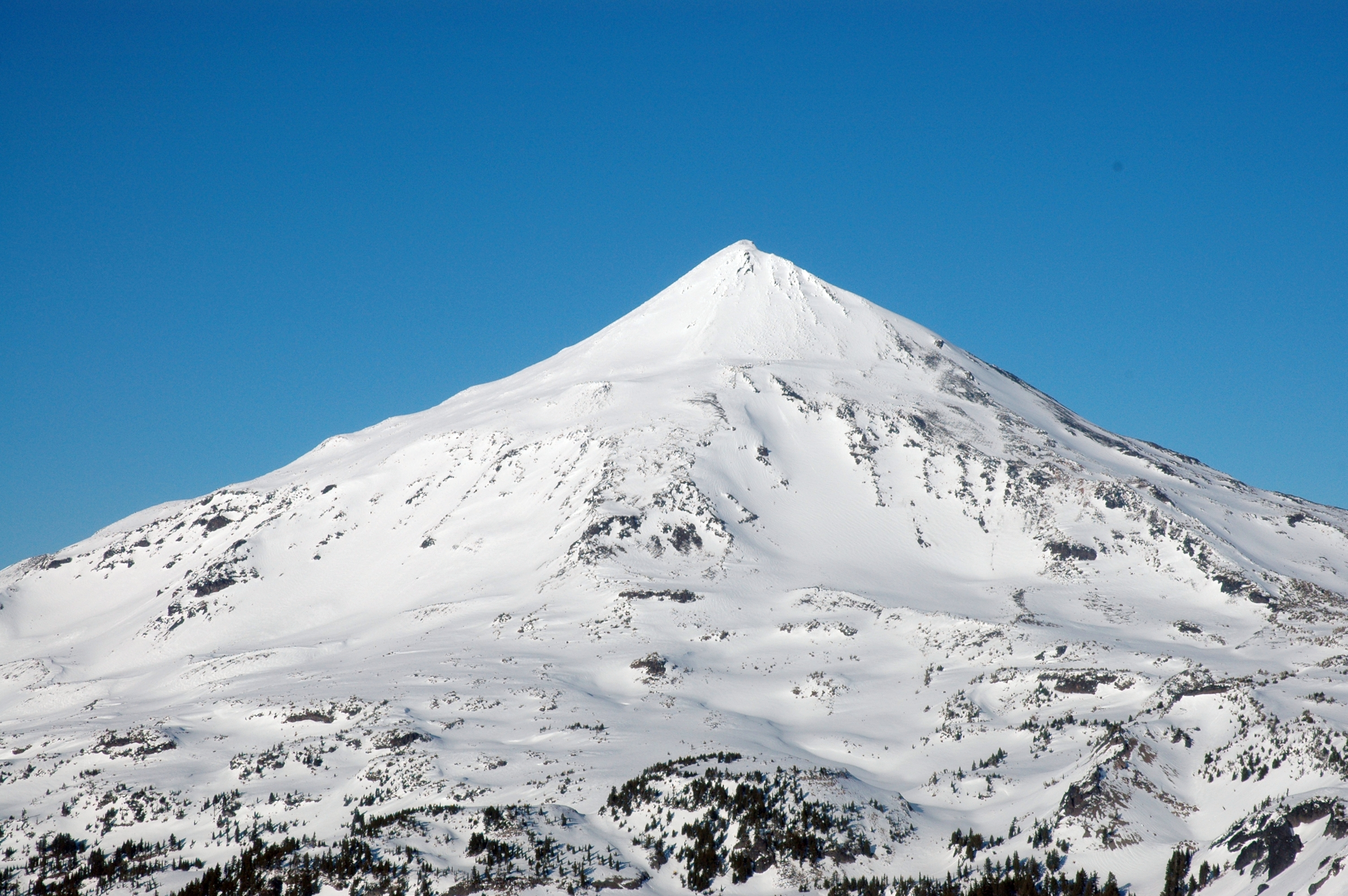
Середня сестра конусоподібна, вкрита снігом і льодом

Середня сестра, також відома як «Надія», — це базальтовий стратовулкан, який також вивергав більш в'язкі андезит, дацит і ріодацит. Вона найнижча і найменш вивчена з Трьох Сестер. Середня сестра, почала виверження 48 000 років тому, і була в основному утворена виверженнями, що відбувалися між періодом в 25 000 та 18 000 років тому. Одне з найперших великих вивержень (приблизно 38 000 років тому) утворило ріоліт Обсидіанових скель на північно-західному схилі гори. Густі та багаті дацитом потоки простягалися з північного та південного боків. Вони відрізняються від давніших залишків андезитової лави, які сягають на 7 км від його основи.
Висотою 3064 м, гора має конусоподібну форму. Східна сторона була сильно розмита льодовиками, тоді як західна сторона в основному залишилася недоторканою. Серед трьох сестер Середня Сестра має найбільший льодовий покрив. Льодовики Гайден і Діллер продовжують врізатися в східну сторону, тоді як льодовик Ренфрю знаходиться на північно-західному схилі. Великий, але відступаючий льодовик Кольєр, який містить близько 20 мільйонів м³ льоду і є найтовщим і найбільшим льодовиком у регіоні, спускається вздовж північної сторони Середньої Сестри, врізаючись у західну сторону Північної Сестри. Ерозія плейстоценового та голоценового зледеніння оголила вулканічну пробку поблизу центру Середньої Сестри.

### Південна Сестра

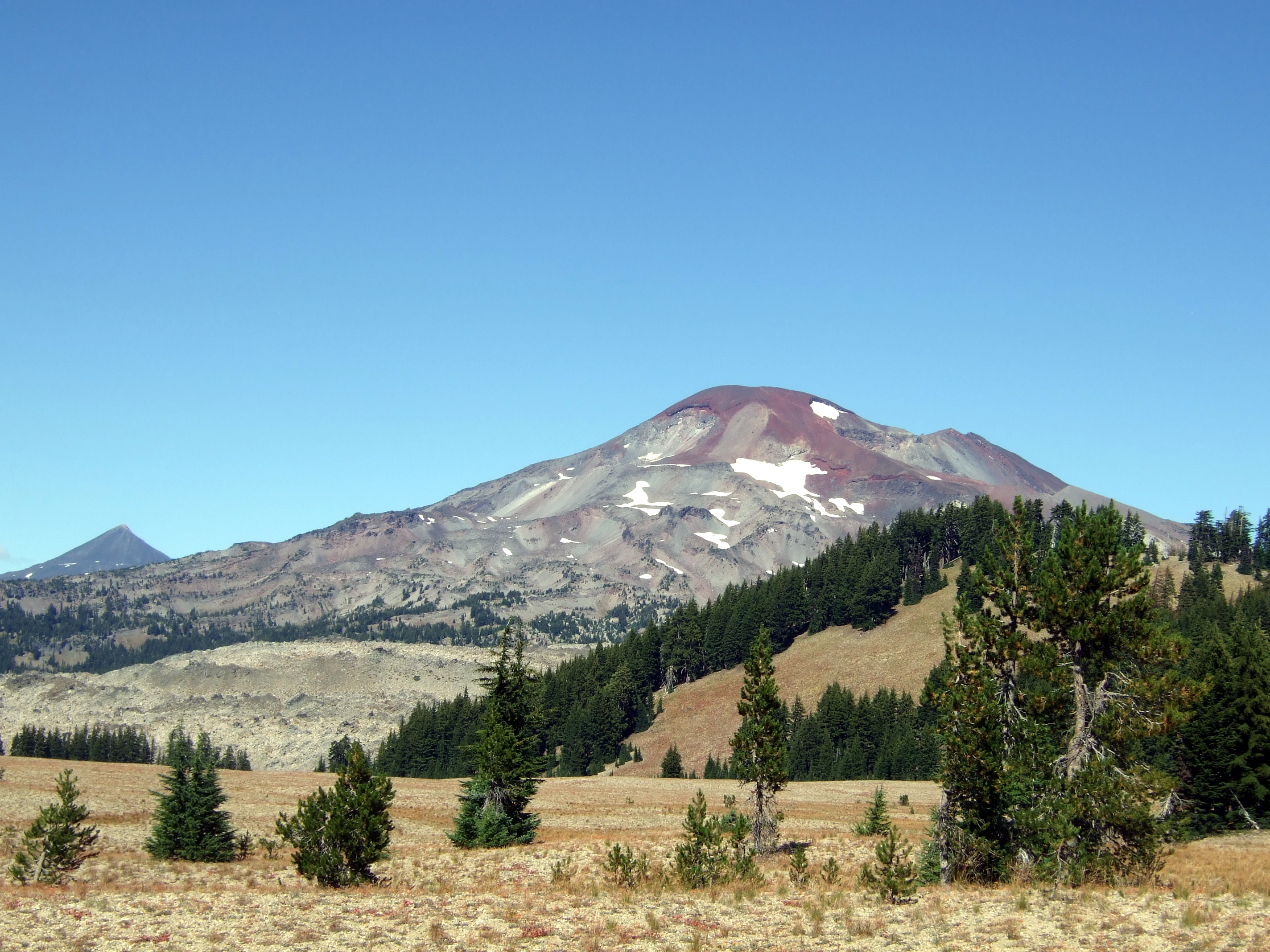
Південна Сестра з ділянками снігу та льоду. На передньому плані видно ліс.

Південна Сестра, також відома як «Милосердя», є найвищим вулканом у тріо Сестер, його висота становить 3159 м. Продукти виверження варіюються від базальтового андезиту до ріоліту та ріодациту. Це переважно ріолітичний стратовулкан, що перекриває давнішу щитову структуру. Його сучасна структура налічує не більше 50 тис. років, і він востаннє вивергався близько 2000 років тому. Хоча його перші виверження, які відбулися з 50 000 до 30 000 років тому були переважно ріолітовими, між 38 000 і 32 000 років тому на вулкані почали чергуватися дацитові/ріодацитові та ріолітові виверження. Вулкан утворив широкий андезитовий конус, сформувавши крутий вершинний конус андезиту приблизно 27 000 років тому. Південна Сестра залишалася бездіяльною протягом 15 000 років, після чого структура її лави, яка знову почала вивергатися змінилася від дацитової до більш ріолітової. Епізод виверження приблизно 2200 років тому, названий циклом виверження «Рок-Меса», спочатку поширював вулканічний попіл (тефра) із жерл на південному та південно-західному флангах, а потім густий потік ріолітової лави. Далі цикл вивержень «Дияволського пагорба» складався з вибухових вивержень попелу, за якими слідували потоки в'язкої ріолітової лави. На відміну від попереднього періоду виверження, це було викликано вторгненням дайки нової кремнієвої магми, яка виверглася з 20 отворів на південно-східній стороні та з меншої лінії на північній стороні. Ці виверження породили пірокластичні потоки та лавові куполи з жерл на північній, південній, східній та південно-східній сторонах вулкана. Ці порівняно недавні післяльодовикові виверження свідчать про наявність резервуару кремнієвої магми під Південною Сестрою, який, можливо, може призвести до майбутніх вивержень.

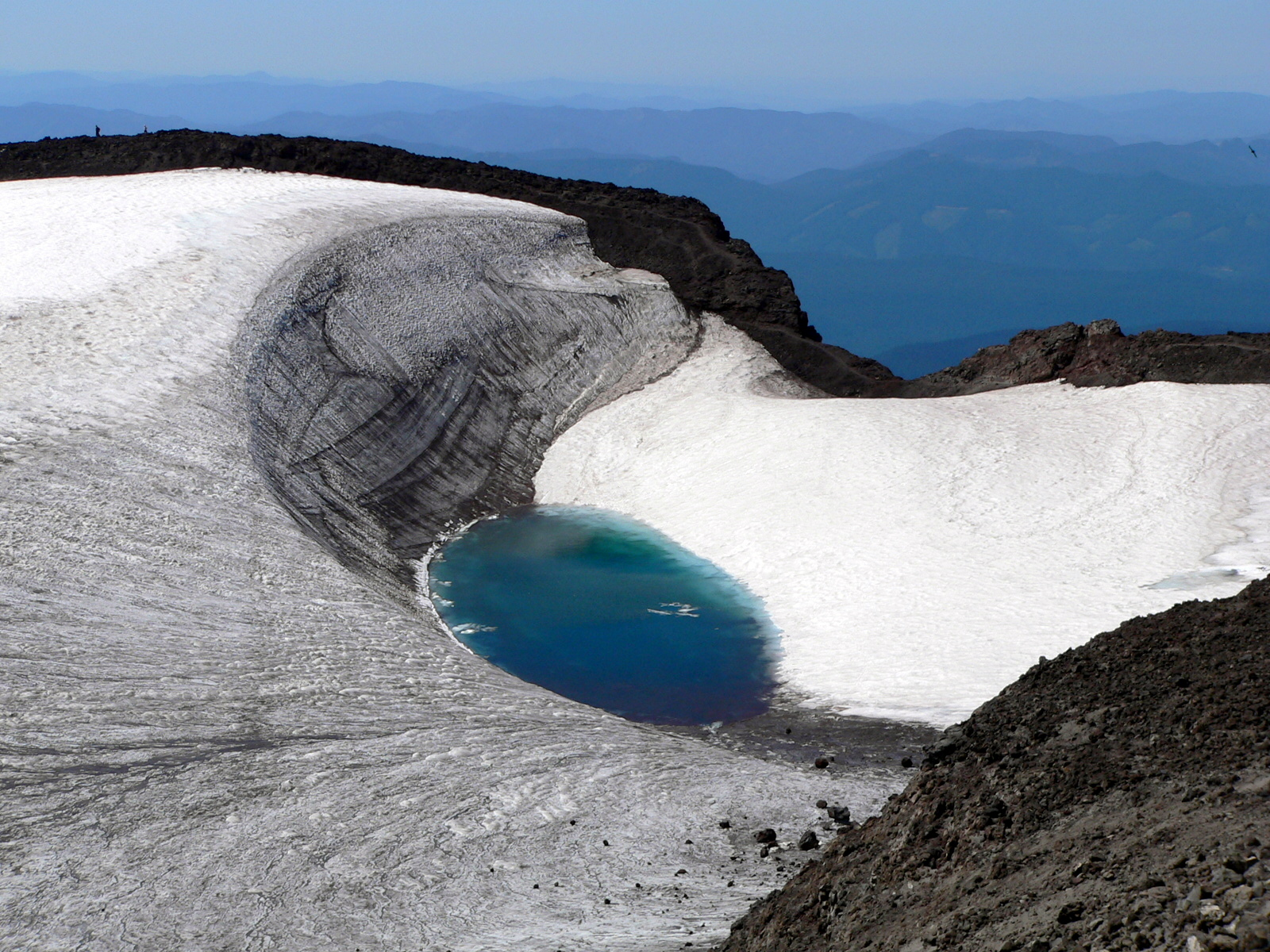
Озеро Теардроп Пул на Південній Сестрі

На відміну від своїх сестринських піків, Південна Сестра має практично нееродований вулканічний кратер приблизно 0,40 км у діаметрі, який містить невелике кратерне озеро, відоме як Теардроп Пул, найвище озеро в Орегоні. Його конус складається з базальтового андезиту разом з червоним шлаком і тефрою, з відкритими чорними і червоними внутрішніми стінками, утвореними зі шлаку. Гребінь Ходжа, фальшива вершина, утворена в період між 28 000 і 24 000 років тому, приблизно в той самий час, що й головний конус.
Незважаючи на свій відносно молодий вік, кожна частина Південної Сестри, крім її вершини, зазнала значної ерозії внаслідок плейстоценового та голоценового зледеніння. В період між 30 000 до 15 000 років тому південні фланги Південної Сестри були вкриті льодовими потоками, і невелика кількість льоду простягалася нижче 1100 м. На північному схилі вулкана ерозія цих льодовиків оголила верхню стінку висотою близько 370 м. Протягом голоцену утворилися менші льодовики, які по черзі наступали й відступали, відкладаючи морени, утворюючись на висоті від 2100 до 2700 м. Льодовики Льюїса і Кларка мають цирки, або льодовикові долини, які зробили зовнішні стіни краю кратера значно крутішими. На схилах Південної Сестри є невеликі льодовики, включаючи льодовики Лост-Крік і Прауті.

### Недавня історія та потенційні небезпеки
Коли в 1925 році була опублікована перша геологічна розвідка регіону Трьох Сестер, її автор, Едвін Т. Годж, припустив, що Три Сестри та п'ять менших гір у сучасній пустелі є залишками величезного зруйнованого вулкана, який був активний протягом міоцену або раннього пліоцену. Назвавши цей стародавній вулкан Мултнома, Годж припустив, що він обвалився, утворивши кальдеру, так само, як вулкан Мазама обвалився, утворивши кратерне озеро Крейтер. У 1940-х роках Говел Вільямс завершив аналіз околиць «Трьох Сестер» і дійшов висновку, що вулкан Мултнома ніколи не існував, натомість продемонструвавши, що кожен вулкан у цьому районі мав свою незалежну історію вивержень. Стаття Вільямса 1944 року визначила основні контури околиць Трьох Сестер, хоча він не мав доступу до хімічних методів і радіометричного датування. За останні 70 років вчені опублікували кілька розвідувальних карт і петрографічних досліджень Трьох Сестер, включаючи детальну геологічну карту, опубліковану в 2012 році.

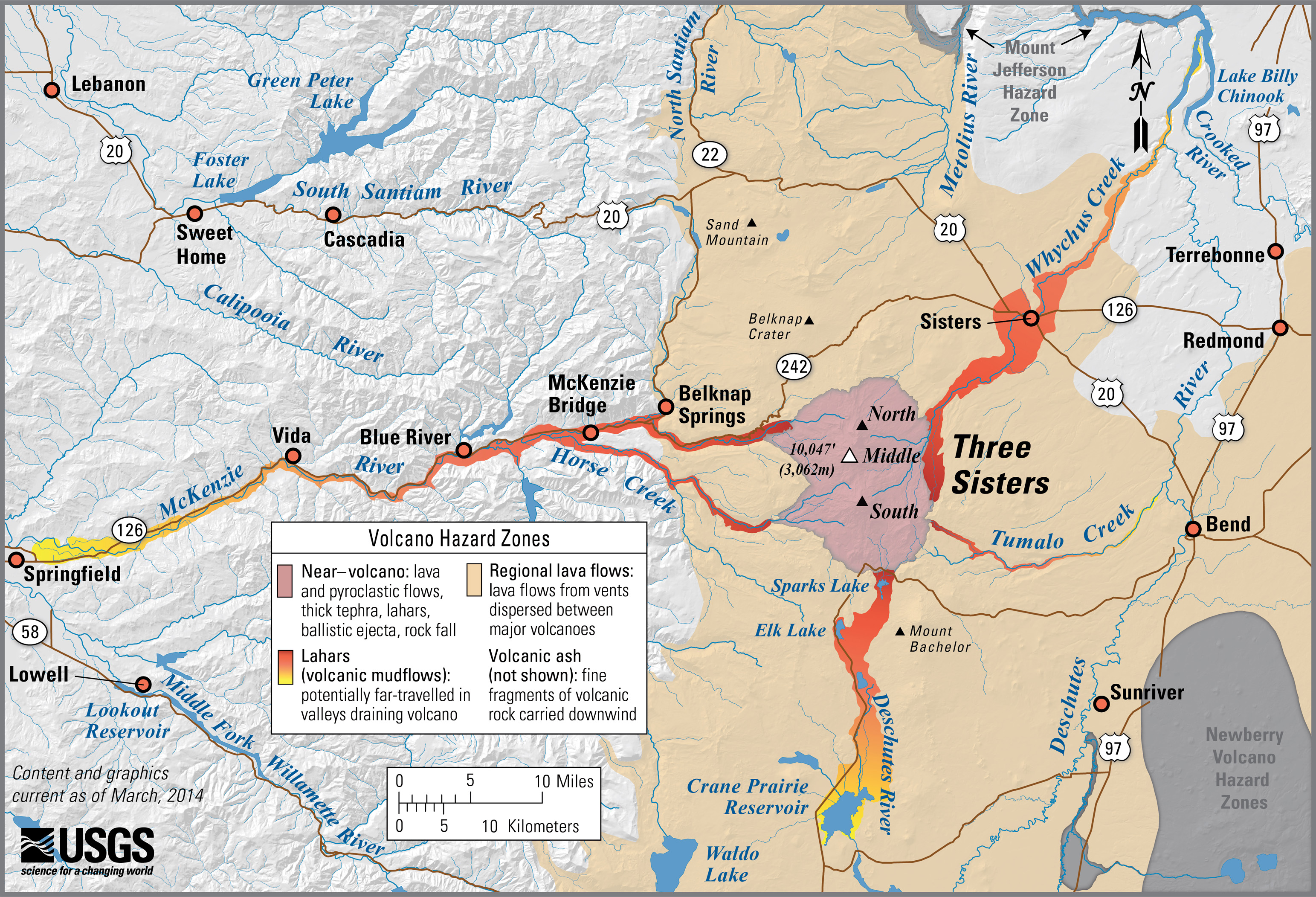
Карта небезпеки від «Трьох сестер» із загрозою потоків лави та лахарів руслами річок до найближчих населених пунктів

Ані Північна, ані Середня Сестра, швидше за все, не відновлять свою вулканічну активність. А от виверження Південної Сестри може бути ймовірним і становило б загрозу для життя поблизу, оскільки найближча небезпечна зона простягається від 2 до 10 км від вершини вулкана. Під час виверження тефра може вкрити територію міста Бенд шаром від 25 до 51 мм, і селеві та пірокластичні потоки можуть стікати по схилах гори, загрожуючи будь-якому життю на своєму шляху. Виверження з Південної Сестри можуть бути або вибуховими, або ефузивними, хоча виверження попелу з локальним накопиченням вулканічної породи та повільними потоками лави вважається найбільш імовірним. Район Трьох сестер не має фумаролової активності, хоча на захід від Південної сестри є термальні джерела.
З 1986 по 1987 рік Геологічна служба США досліджувала околиці «Трьох сестер» за допомогою мереж вирівнювання нахилу та електрооптичних вимірювачів відстані, але Південна сестра не була предметом ретельного геодезичного аналізу протягом наступних двох десятиліть. Вулкан був визнаний потенційно активним у 2000 році, коли супутникові знімки показали деформуюче тектонічне підняття за 4,8 км на захід від гори. Земля почала випирати наприкінці 1997 року, коли магма почала скупчуватися приблизно на глибині 6,4 км під землею. Вчені були стурбовані тим, що вулкан прокидається, але вивчення інтерферограм або діаграм візерунків, утворених інтерференцією хвиль, показало, що відбулася лише невелика деформація. Дослідження 2002 року показало, що магма, що проникає, була базальтовою або ріолітовою. Карта в центрі відвідувачів «Лавові землі» (англ. Lava Lands) Національного вулканічного пам'ятника Ньюберрі на південь від Бенда показує ступінь підняття, яке досягає максимуму у 28 см. У 2004 р. стався рій землетрусів з епіцентром у районі підняття; сотні малих землетрусів стихли через кілька днів. Згідно з дослідженням 2011 року, цей рій міг спричинити значне зниження швидкості пікового підйому, яка впала на 80 % після 2004 року. До 2007 року підйом сповільнився, хоча район все ще вважається потенційно активним.
Дослідження, опубліковане в 2010 році, описало проникнення магми в товщу земної кори яке має об'єм приблизно 59 000 000 м³. У 2013 році вчені визначили, що підняття сповільнилося приблизно до 7,6 мм на рік порівняно з 51 мм на рік на початку 2000-х років. У зв'язку з підняттям на Південній Сестрі Геологічна служба США планує посилити моніторинг «Трьох Сестер» та їх околиць, встановивши приймач глобальної системи позиціювання (GPS), відібравши зразки повітряних і наземних газів і додавши сейсмографи. Агентство завершило кампанію GPS-досліджень, включаючи планування, документування, обробку та архівування даних, Південної Сестри у 2001 році, а також щорічні радіолокаційні спостереження InSAR з 1992 по 2001 рік, після чого було проведено кампанію GPS-дослідження та дослідження рівня нахилу в серпні 2004 року. Починаючи з 2009 року, напівпостійні GPS-мережі щороку розгорталися в районі «Трьох Сестер», постійно показуючи, що в районі Південної Сестри зберігається процес підняття.

## Екологія

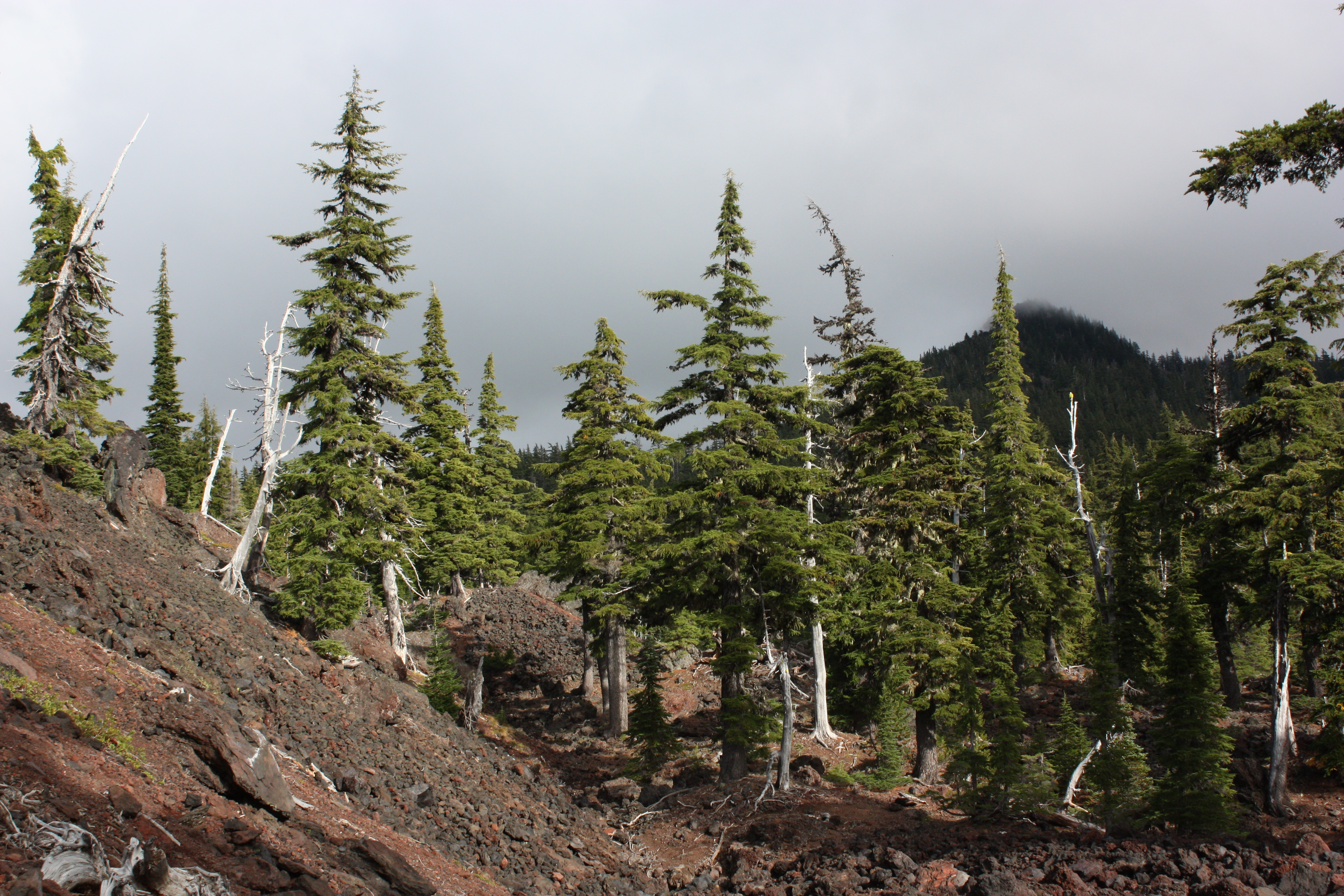
Гірська тсуґа росте на андезитової лаві, яка місцями проступає на поверхню (нижній лівий кут)

Екологія Трьох Сестер відображає їх розташування в центральному Каскадному хребті Орегону. Західний схил від 910 до 2000 м лежать в екорегіоні «Західного каскадного гірського нагір'я», де випадають рясні опади. Ліси тут складаються переважно з ялиці дуґласії тисолистої (Pseudotsuga menziesii) та західної тсуґи (Tsuga heterophylla), з незначними компонентами гірської тсуґи (Tsuga mertensiana), благородної ялиці (Abies procera), субальпійської ялиці (Abies lasiocarpa), велетенської ялиці (Abies grandis), ялиці миловидої (Abies amabilis), червоної вільхи (Alnus rubra) та коротколистого тису
(Taxus brevifolia). Під деревами ростуть завиті клени (Acer circinatum), рододендрон (Rhododendron), магонія падуболиста (Mahonia aquifolium), гекльберрі (Huckleberry), наперсток (Rubus parviflorus). Нижче 1100 м домінує дуґласія тисолиста, а вище домінує західна тсуґа.

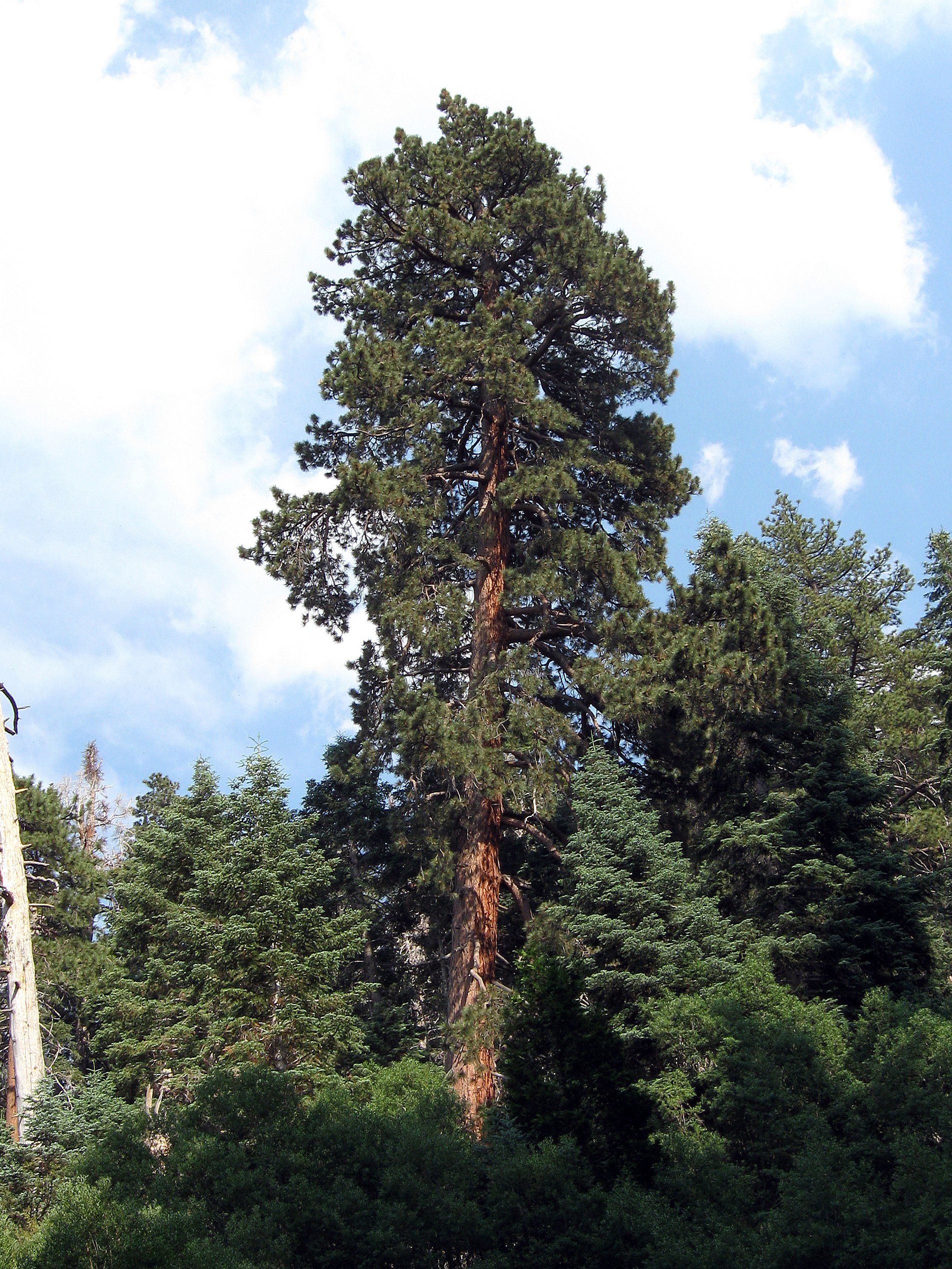
Жовта або орегонська сосна

Верхня межа лісу Трьох Сестер лежить на висоті 2000 м, де відкривається полог лісу і починається субальпійський пояс. Ці ліси розташовані в екорегіоні гірських лісів «Каскад-Крест». Гірська тсуґа домінує в лісах цієї місцевості, тоді як на луках ростуть осока (Cyperaceae), трав'яна верба (Salix herbacea), дернистий щучник (Deschampsia cespitosa), люпин (Lupinus), кастиллея (Castilleja), спориш (Koenigia davisiae).
Вище субальпійського пояса (> 2300 м) розташована альпійська зона, рослинність цієї суворої місцевості складається з трав'янистих і чагарникових субальпійських лук. Ця зона має великий зимовий сніговий покрив з низькими температурами протягом більшої частини року. Тут попадаються окремі ділянки гірської тсуґи, субальпійської ялиці (або ялиця пухнастонасінна) та сосни білокорої (Pinus albicaulis), а також вологі луки, на яких поширені осока пивоварна (Carex breweri), осока холмська (Carex heteroneura), осока чорна альпійська (Carex nigricans), щучник дернистий (Deschampsia cespitosa) та альпійська айстра (Aster alpinus). Біля вершини Трьох Сестер є великі ділянки голих скель.

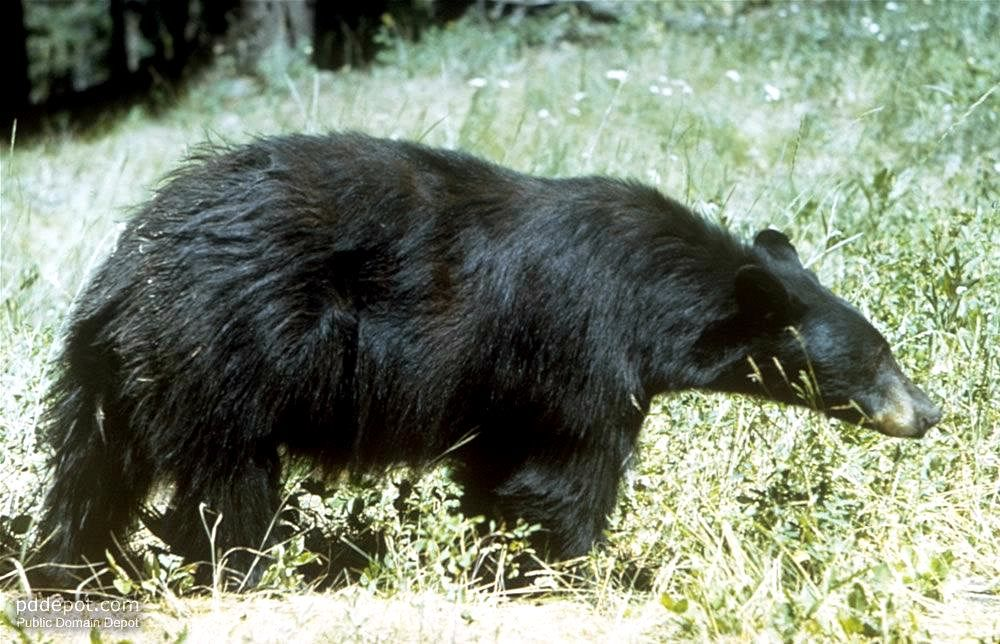
Ведмідь барибал

Нижні східні схили Трьох Сестер нижче 1600 м лежать в екорегіоні «Сосна Пондероза/Гіркий ліс». У цьому екорегіоні менше опадів, ніж на західних схилах, і має ґрунт, отриманий з попелу Мазама (попіл, що був викинутий з вулкана Мазама). Річковий стік мало змінюється протягом року через вулканічну гідрогеологію регіону. Ці схили підтримують майже чисті насадження орегонської сосни (Pinus ponderosa). Рослинність підліску включає зеленолисту манзаніту (Arctostaphylos patula) та сніжноягідник (Symphoricarpos) на великих висотах і гірчак антилопи (Purshia tridentata) на нижніх висотах. Уздовж прибережної зони струмків ростуть вільха сіра (Alnus incana), дерен паростковий (Cornus sericea), верби (Salix), осока.
Місцева фауна включає птахів, таких як рябчик (Dendragapus) і американський орябок (Bonasa umbellus), дрібних ссавців, таких як пискуха (Ochotona), бурундуки (Tamiini) та ховрахи (Spermophilus lateralis), і більші види, такі як колумбійський чорнохвостий олень (Odocoileus hemionus columbianus), американський чорнохвостий олень (Odocoileus hemionus), олень Рузвельта (Cervus canadensis roosevelti) та ведмідь барибал (Ursus americanus). Рисі (Lynx rufus), пуми (Puma concolor), койоти (Canis latrans), росомахи (Gulo gulo), куниці (Martes), борсуки (Badgers), ласки (Mustela), білоголові орли (Haliaeetus leucocephalus) та кілька видів яструбів є багатьма хижаками в районі Тьох Сестер.

## Історія поселенців
Територія Трьох Сестер була заселена американськими індіанцями з кінця останнього зледеніння, головним чином північними паютами на сході та молалами на заході. Вони збирали ягоди, виготовляли кошики, полювали, виготовляли наконечники для стріл і списів з обсидіану. Сліди наскельного мистецтва можна побачити на «Пагорбі Дияволів», на південь від Південної Сестри.

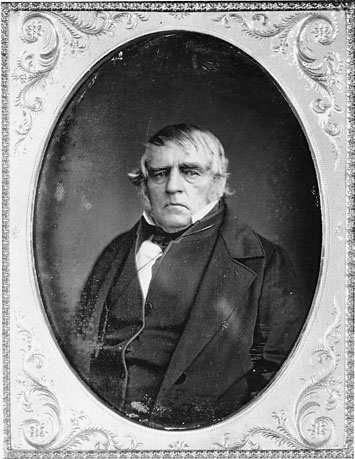
Портрет Пітера Скіна Огдена, відкривача Трьох Сестер, прибл. 1854 рік

Першим, хто відкрив Три Сестри Західному світу в 1825 році, був британсько-канадський торговець хутром і один із перших дослідників території, що зараз є Британською Колумбією Канади та Західними Штатами США Пітер Скін Огден з компанії Гудзонової затоки. Він описує «ряд високих гір» на південь від гори Маунт-Гуд. Через десять місяців у 1826 році ботанік Девід Дуглас повідомив про засніжені вершини, які видно з долини річки Вілламетт. У міру того, як у 1840-х роках долина Вілламетт поступово колонізувалась, євроамериканці наближалися до вершин із заходу і, ймовірно, на той час давали кожній із них індивідуальні назви. Дослідники, такі як Натаніель Джарвіс Вайет у 1839 році та Джон Фремонт у 1843 році, використовували Три Сестри як орієнтир зі сходу. Ця територія була додатково досліджена Джоном Стронгом Ньюберрі в 1855 році в рамках «Тихоокеанських залізничних досліджень».
У 1862 році, щоб з'єднати долину Вілламетт з ранчо в Центральному Орегоні та золотими копальнями в східному Орегоні та Айдахо, Фелікс і Меріон Скотт проклали маршрут через перевал Скотт. Цей маршрут був відомий як «Стежка Скотта», але на початку 20-го століття його замінила дорога через перевал Маккензі-Пасс, яка була прокладена далі на північ. Близько 1866 року надійшли повідомлення про те, що одна з Трьох Сестер проявила незначну вулканічну діяльність, випустивши вогонь і дим.
Наприкінці 19 століття в східному Орегоні існувало широке виробництво вовни. Пастухи гнали до Трьох Сестер свої отари в 1500—2500 голів овець. Вони прибували до східних передгір'їв поблизу річки Вайчус-Крік (ліва притока річки Дешут) у травні або червні, а потім піднімалися на вищі пасовища в серпні та вересні. До 1890-х років територія стала надмірно випасатися. Незважаючи на регулятивні заходи, випас овець досяг піку в 1910 році, перш ніж його заборонили в 1930-х роках на схилах Північної і Середньої Сестер, а в 1940 році на Південній Сестрі.
У 1892 році президент Гровер Клівленд вирішив створити лісовий заповідник «Каскадес» на основі «Закону про лісовий заповідник 1891 року». Заповідник «Каскадес» був смугою землі від 30 до 100 км завширшки навколо головного гребеня Каскадних гір, що тягнеться від річки Колумбія майже до кордону зі штатом Каліфорнія. У 1905 році управління заповідником було передано з Головного земельного управління США до Служби лісу США. У 1907 році заповідник був перейменований у Каскадний національний ліс. У 1908 році ліс було розділено: східна половина стала Національним лісом Дешутс, тоді як західна половина була об'єднана в 1934 році, щоб утворити Національний ліс Вілламет.

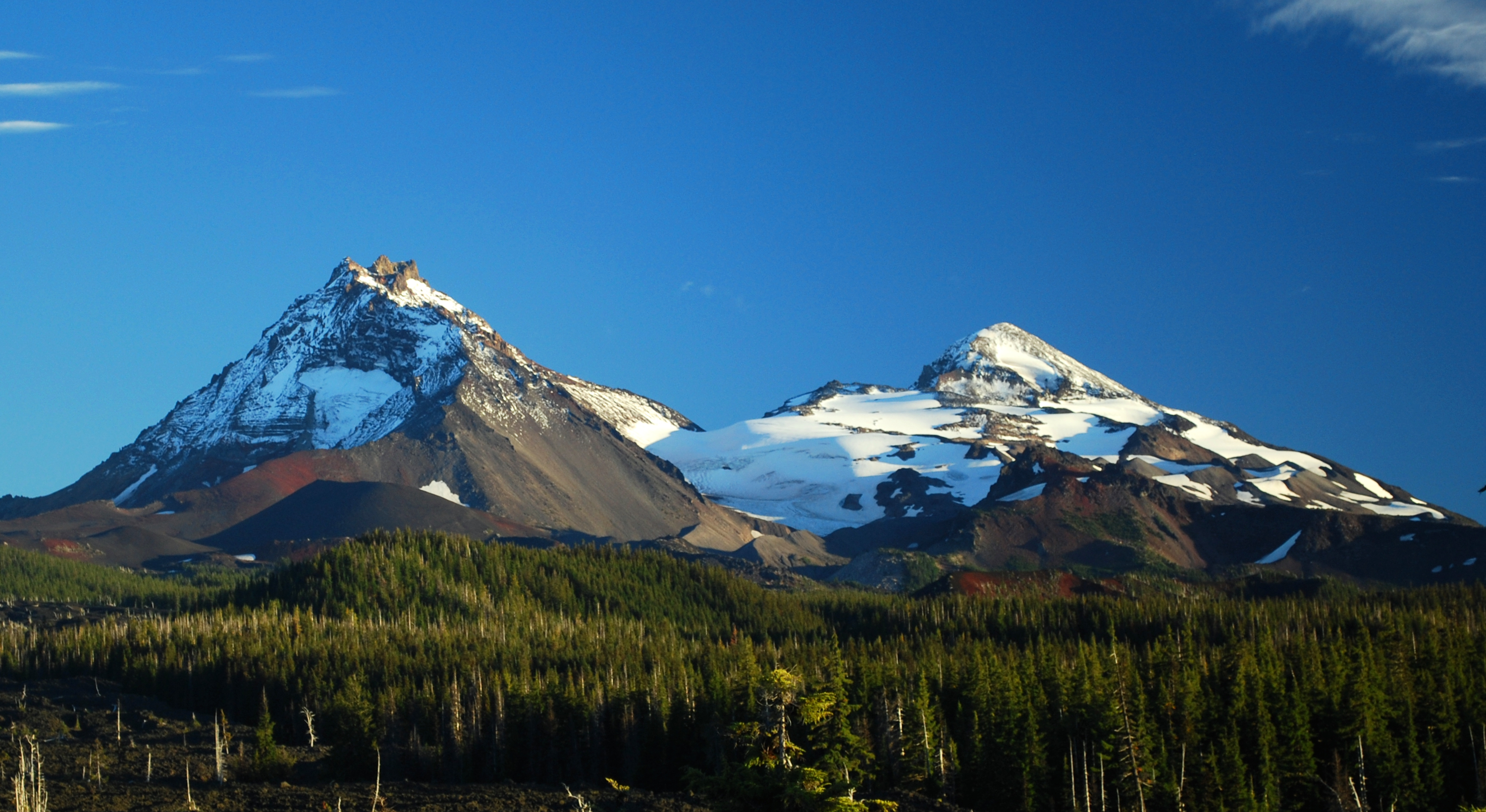
Північна та Середня Сестра, з льодовиком Кольєр між їхніми вершинами

Більшість льодовиків Трьох Сестер були вперше описані Айрою А. Вільямсом у 1916 році. Льодовик Кольєр, між Північною та Середньою Сестрами, вперше дослідив і наніс на карту Едвін Годж. Рут Гопсен Кін зробила сорокарічний фотозапис льодовика Кольєр, задокументувавши частину відступу льодовика на 1500 м з 1910 по 1994 рік.
У 1930-х роках Три Сестри були частиною запропонованої національної пам'ятки. Щоб зберегти свою владу над регіоном, Лісова служба США вирішила створити у 1937 році первісну зону площею 773 км². Наступного року за ініціативою працівника Лісової служби Боба Маршалла її було розширено ще на 225 км² у басейні річки Френч-Піт-Крік (басейн Макензі). У 1957 році Лісова служба вирішила перекласифікувати цю територію як територію дикої природи та видалила старовіковий ліс у басейні Френч-Піт-Крік, незважаючи на протести місцевих активістів з охорони навколишнього середовища. Коли було прийнято «Закон про дику природу 1964 року», ця територія стала частиною «Національної системи охорони дикої природи», але вона все ще не включала басейн річки Френч-Піт-Крік. Реагуючи на екологічну мобілізацію по всьому штату Орегон, Конгрес прийняв «Закон про зникаючу дику природу Америки 1978 року», який призвів до відновлення Френч-Піт-Крік та її околиць у «Зоні дикої природи Трьох Сестер». «Закон про дику природу Орегону 1984 року» ще більше розширив зону дикої природи, додавши до неї ще 154 км² навколо озер Ерма Белл.

## Відпочинок

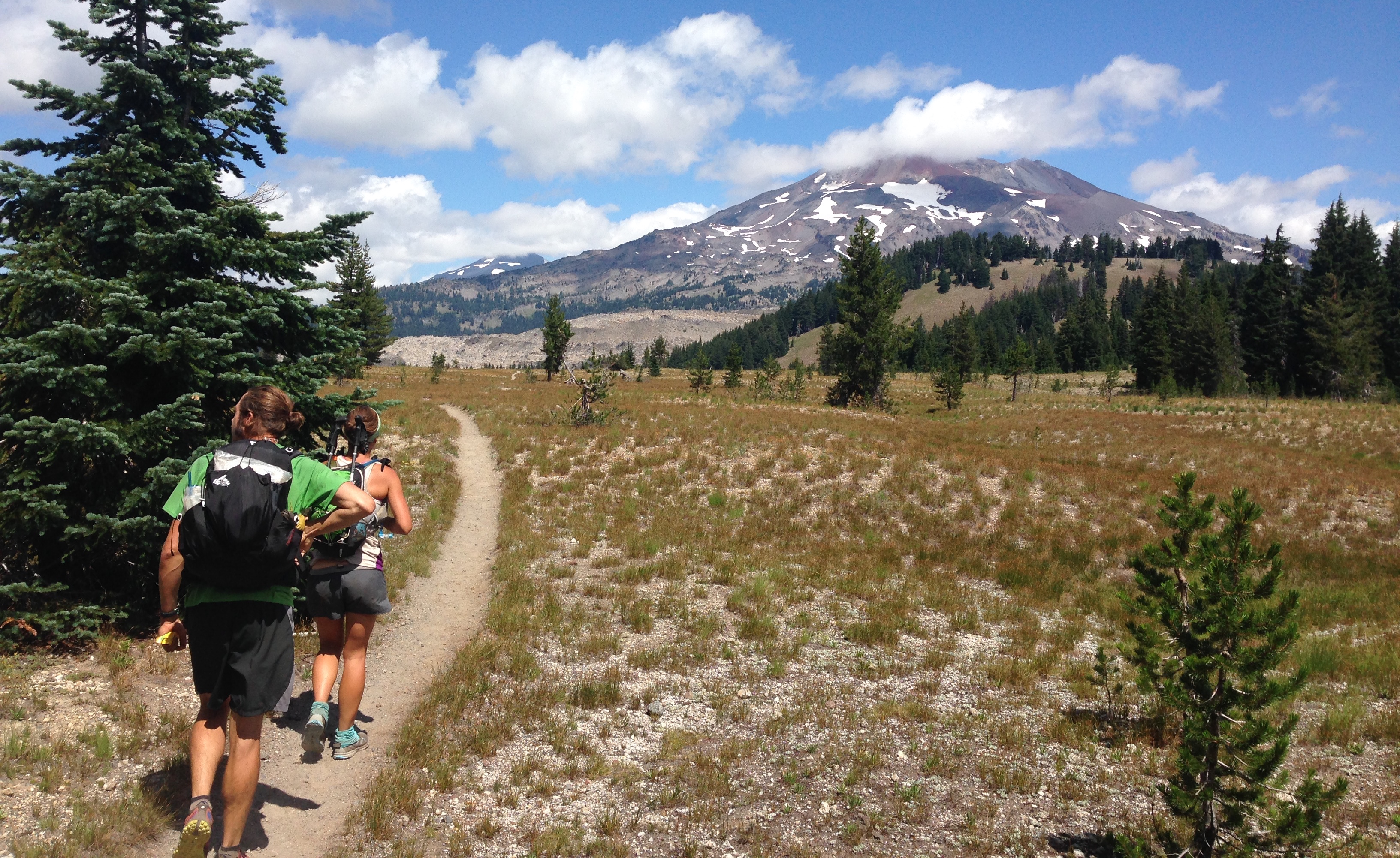
Двоє туристів на Тихоокеанському верховинному шляху у пустелі Трьох Сестер

Три сестри — популярне місце для скелелазіння та альпінізму серед туристів і альпіністів. Через велику ерозію та каменепади Північна Сестра є найнебезпечнішою вершиною для підйому серед трьох піків, і вона часто неофіційно називають «Звіром каскадів». Правда один із її піків, Маленький Брат (англ. Little Brother), можна безпечно подолати способом скремблінгу. Згідно з історією, опублікованою в «Overland Monthly» в 1870 році, перше зареєстроване сходження на Північну Сестру було здійснено в 1857 році шістьма людьми, включаючи політиків штату Орегон Джорджа Лемюеля Вудс і Джеймса Макбрайда. Сьогодні загальний шлях підйому (спуску) на Північну Сестру становить 18 км в обидві сторони, при висоті підйому у вертикальній площині 965 м.
Загальний шлях підйому (спуску) на Середню Сестру становить 26,4 км в обидві сторони, при висоті підйому у вертикальній площині 1450 м.
Південна Сестра є найлегшою з трьох піків для сходження, і має стежку аж до самої вершини. Стандартний маршрут по південному хребту становить 20,3 км в обидві сторони, підйом з відмітки 1660 м на початку маршруту до 3159 м на вершині вулкану, що складає висоту підйому у вертикальній площині 1499 м. Це популярне сходження в серпні та вересні, яке щодня відвідують до 400 людей.

## Нотатки
1. ↑  Процес декомпресії у вулканізмі — декомпресійне плавлення твердих порід, яке відбувається через зниження тиску в процесі конвекційних потоків. Тобто тверда мантійна порода піднімається вгору в процесі конвекції і охолоджується тільки приблизно на 0,3 °C на 1 кілометр, при цьому тиск, який діє на породу значно зменшується, тому тверда порода починає плавитися. Так як температури плавлення твердих порід зростають із збільшенням тиску (глибини залягання) за відсутності води і навпаки.
2. ↑  Згарник, шлакоподібна зола — пірокластична вулканічна порода темного кольору з високим вмістом пухирців, яка утворюється в результаті викиду з вулкана у вигляді розплавленої брили й охолоджується на повітрі з утворенням окремих зерен, які називаються уламками. Як правило, має темний колір (коричневий, чорний або багряно-червоний) і базальтовий або андезитовий склад.
3. ↑  Тихоокеанські залізничні дослідження (1853–1855) були серією досліджень Заходу Америки, спрямованих на пошук і документування можливих маршрутів для трансконтинентальної залізниці[en] через Північну Америку. Експедиції включали геодезистів, вчених і художників, і в результаті вони отримали величезну кількість даних, що охоплюють принаймні 1 000 000 км² території на заході Америки.